# Provincia di Canchis
La provincia di Canchis è una provincia del Perù, situata nella regione di Cusco.

## Geografia antropica

### Suddivisioni amministrative
È divisa in 8 distretti:
- Checacupe (Checacupe)
- Combapata (Combopata)
- Marangani (Marangani)
- Pitumarca (Pitumarca)
- San Pablo (San Pablo)
- San Pedro (San Pedro)
- Sicuani (Sicuani)
- Tinta (Tinta)